# صلباء
الصلباء (الاسم العلمي: Chalybs)، جنس حشرات فراشية من حرشفيات الأجنحة وفصيلة النحاسية.

## الأنواع
- Chalybs janias (Cramer, [1779]) المكسيك إلى فنزويلا، كولومبيا، سورينام، غويانا الفرنسية
- Chalybs chloris (Hewitson, 1877) Brazil
- Chalybs hassan (Stoll, [1790]) المكسيك، البرازيل، كولومبيا، سورينام، غويانا الفرنسية
- Chalybs lineata (Lathy, 1936) الإكوادور

## روابط خارجية
- Images representing  Chalybs at Consortium for the Barcode of Life